# أندي كار
أندي كار (بالإنجليزية: Andy Carr)‏ (28 فبراير 1956 في المملكة المتحدة - ) هو لاعب كرة قدم بريطاني في مركز الدفاع. لعب مع بورت فايل وماكليسفيلد تاون وNantwich Town F.C. ‏ وليك تاون ‏ ونورثويتش فيكتوريا وDroylsden F.C. ‏.